# Eugène Chaud

a Compétitions nationales et continentales officielles uniquement.

b Matchs officiels uniquement.
Dernière mise à jour le 14 juin 1984.
Eugène Chaud, né le 3 mars 1906 à Roanne (Loire) et mort le 14 juin 1984 à Brignoles (Var), est un sportif français. Joueur de rugby à XV et à XIII au poste d'arrière ou d'ailier, il compte 3 sélections en équipe de France de rugby à XV. Il pratique également l'athlétisme.

## Carrière

### En rugby à XV

#### En club
- ?-1925 : Sporting Club roannais
- 1925-1946 : RC Toulon[1]

#### En équipe nationale
Il a disputé son premier match avec l'équipe de France le 17 avril 1932 contre l'équipe d'Allemagne et inscrivit un essai et une transformation à l'occasion.

#### Palmarès

##### En club
Avec le RC Toulon
- Championnat de France de première division :
  - Champion (1) : 1931[1].
  - Demi-finaliste (1) : 1946[1].
- Challenge Yves du Manoir :
  - Vainqueur : 1934[1].

##### En équipe nationale
- 3 sélections en équipe de France de rugby à XV entre 1932 et 1935[2].
- 1 essai, 5 transformations, 1 pénalité (16 points)[2].
- Sélections par année : 1 en 1932, 1 en 1934, 1 en 1935[2].

### En rugby à XIII

#### Palmarès
- Collectif :
  - Vainqueur de la Coupe de France : 1938 (Roanne).

##### Détails en sélection
| 1. | 6 décembre 1936  | Pays de Galles | 3-9  | Coupe d'Europe | Arrière | - | - | - | - |
| 2. | 1er janvier 1938 | Australie      | 6-35 | Test--match    | Arrière | - | - | - | - |

##### En club
| Saison    | Saison      | Championnat           | Championnat | Championnat | Championnat | Championnat | Championnat | Championnat |
| Saison    | Saison      | Compétition           | M           | Pts         | Ess.        | Buts        | Dp.         |             |
| --------- | ----------- | --------------------- | ----------- | ----------- | ----------- | ----------- | ----------- | ----------- |
| 1935-1936 | Roanne XIII | Championnat de France | ?           | -           | -           | -           | -           |             |
| 1936-1937 | Roanne XIII | Championnat de France | ?           | -           | -           | -           | -           |             |
| 1937-1938 | Roanne XIII | Championnat de France | ?           | -           | -           | -           | -           |             |

### En athlétisme

#### Palmarès
- Recordman de Provence du 100 m avec le RC Toulon section athlétisme[réf. nécessaire].
- Finaliste du Championnat de France du 4 × 100 m avec le RC Toulon section athlétisme[réf. nécessaire].